# Irische Badmintonmeisterschaft 1962
Die Irische Badmintonmeisterschaft 1962 fand vom 7. bis zum 9. Dezember 1961 in Dublin statt.

## Titelträger
| Disziplin    | Sieger                          |
| ------------ | ------------------------------- |
| Herreneinzel | Cyril W. Wilkinson              |
| Dameneinzel  | Mary O’Sullivan                 |
| Herrendoppel | Jim FitzGibbon Frank Peard      |
| Damendoppel  | Lena McAleese Mary O’Sullivan   |
| Mixed        | Cyril W. Wilkinson Yvonne Kelly |